# Wachenburg

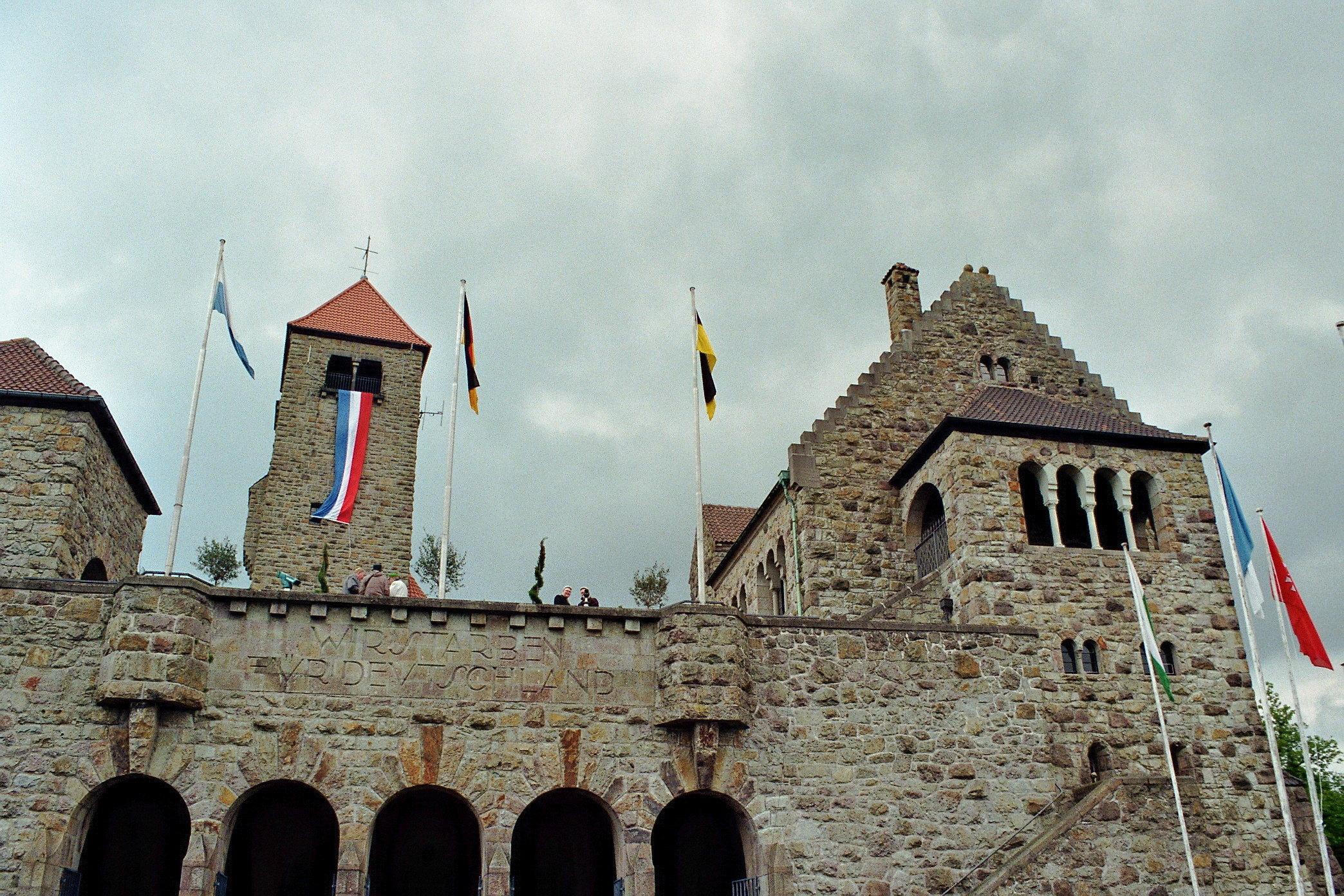
Die Wachenburg während der Weinheimtagung 2010

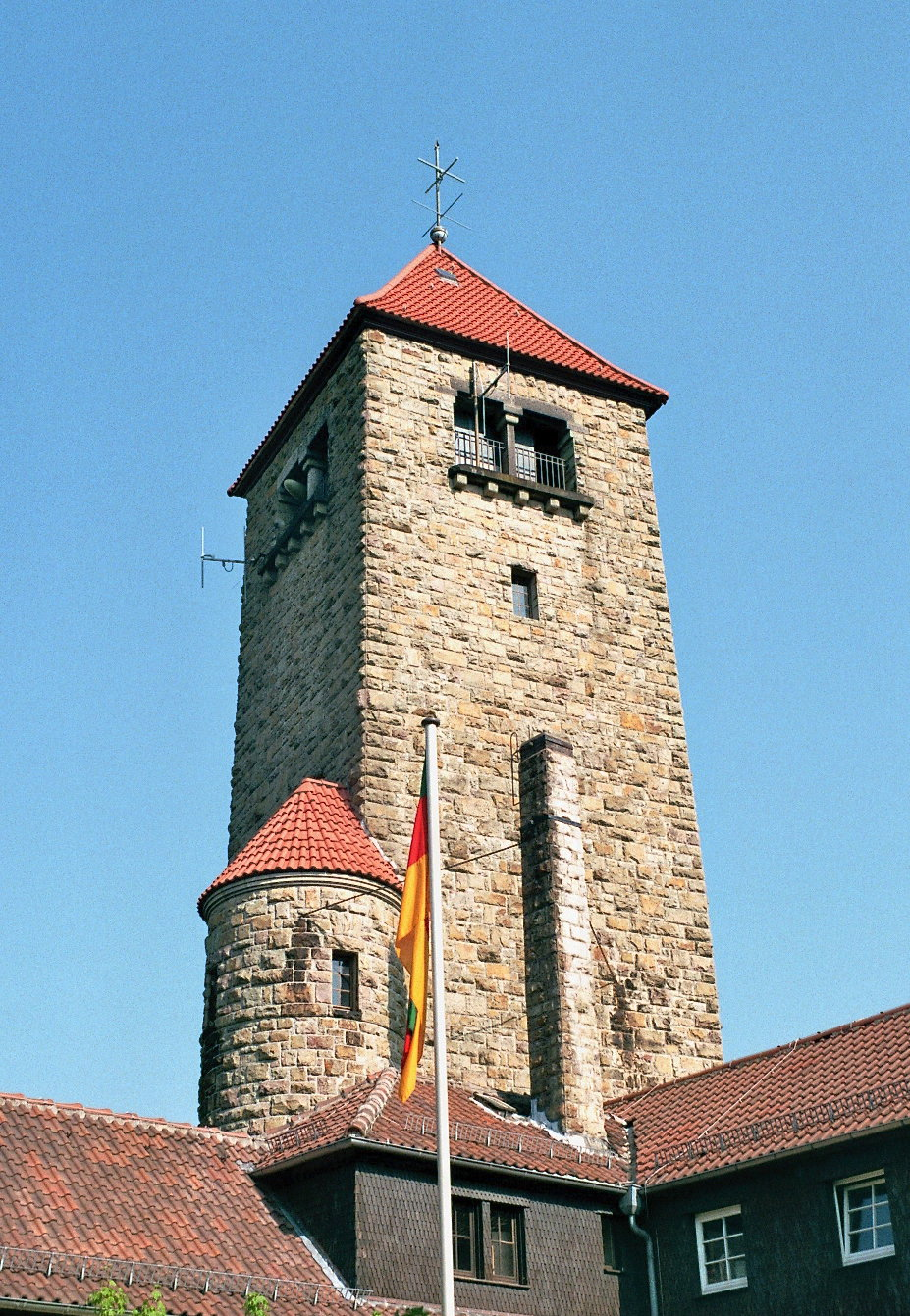
Bergfried der Wachenburg 2011

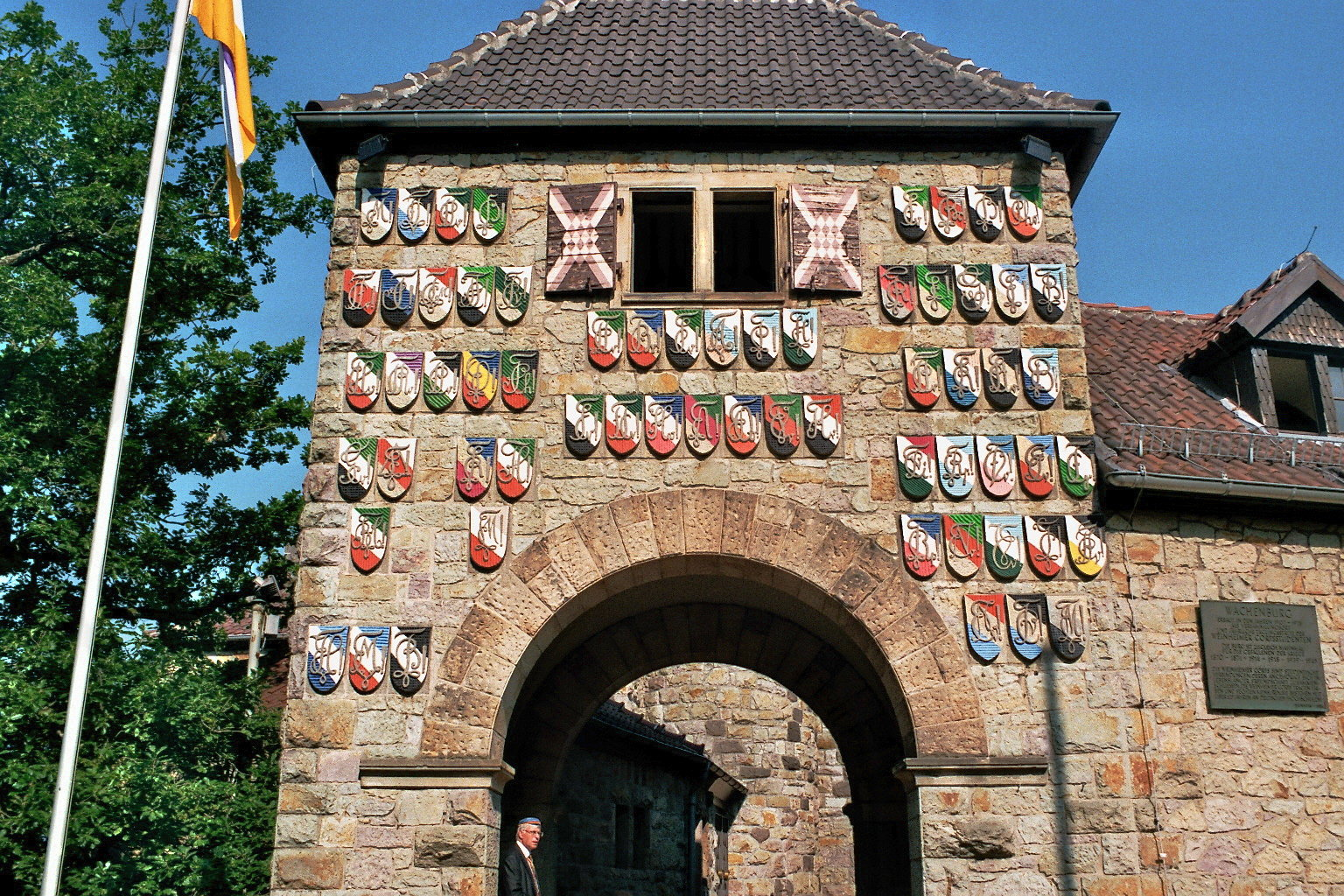
Wappentor der Wachenburg

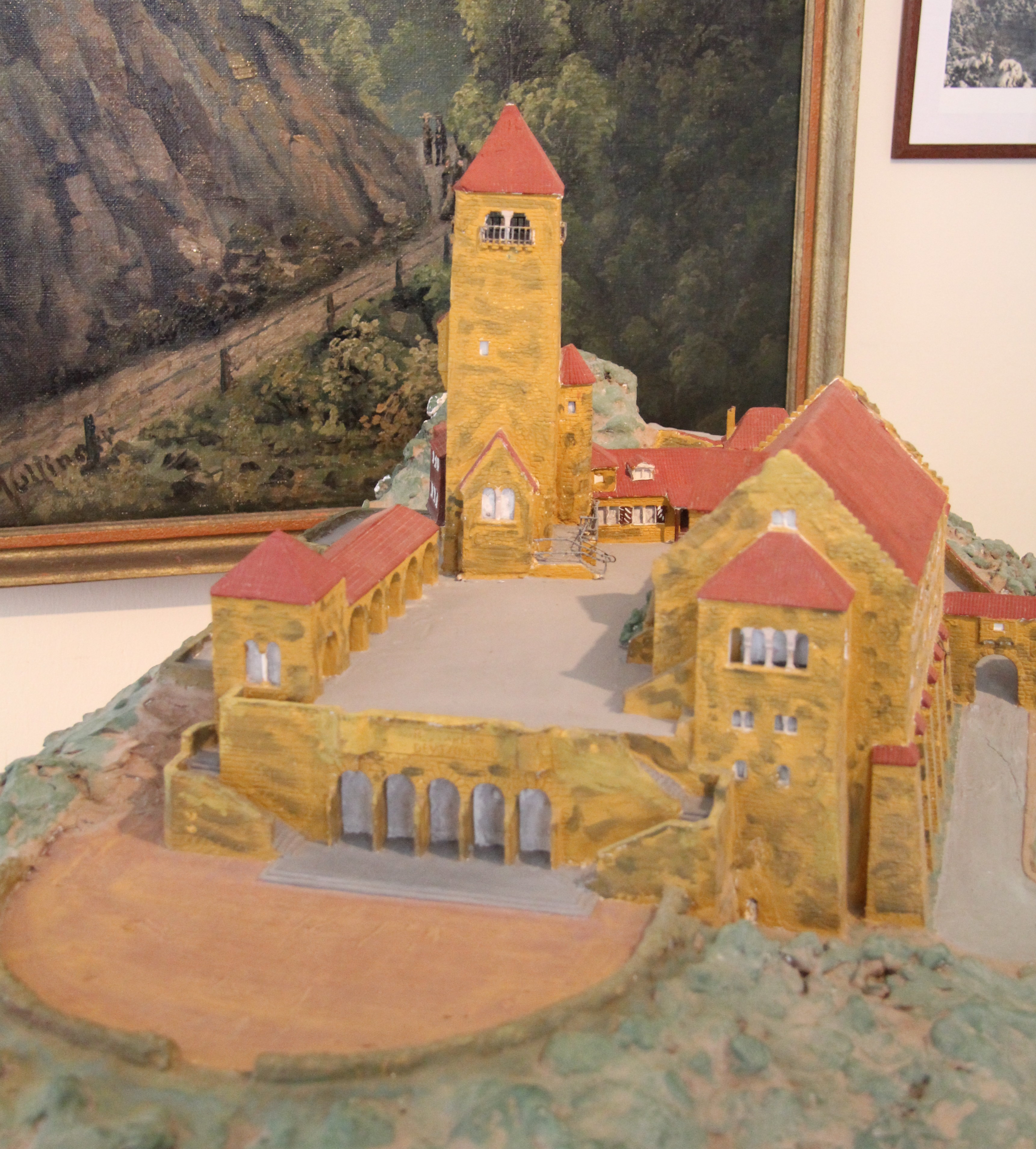
Modell der Wachenburg im Museum der Stadt Weinheim

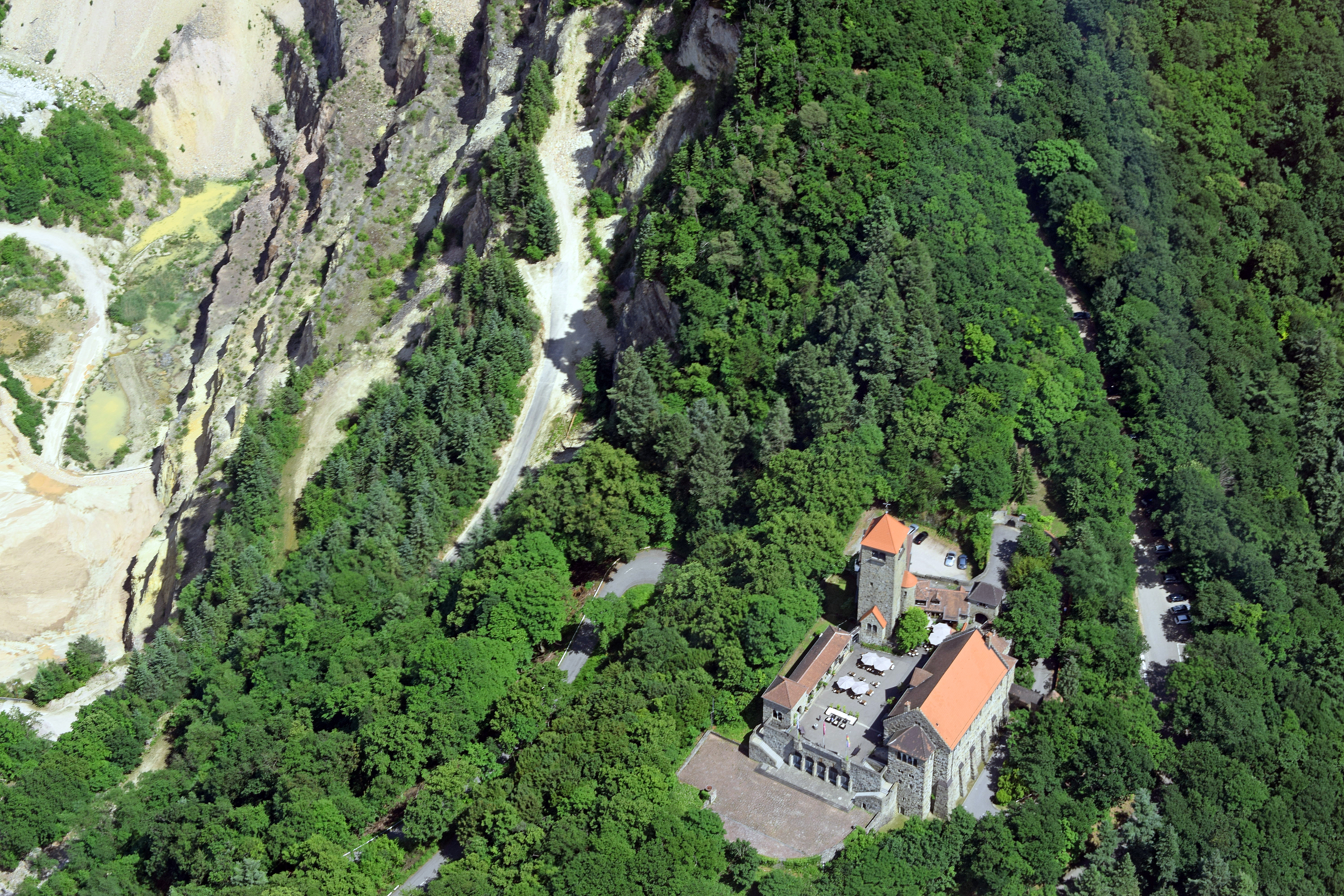
Luftaufnahme der Wachenburg von Weinheim, angrenzend an den Steinbruch Weinheim

Die Wachenburg steht auf dem Wachenberg oberhalb der Stadt Weinheim. Sie wurde im Stil einer romanischen Höhenburg in den Jahren 1907 bis 1928 vom Weinheimer Senioren-Convent (WSC), einem Korporationsverband studentischer Corps, als Tagungs- und Begegnungsstätte gebaut.
Zusammen mit der im Mittelalter erbauten Burgruine Windeck beschert die Wachenburg der Stadt Weinheim den Spitznamen Zweiburgenstadt.

## Lage
Die Wachenburg (330 m ü. NN) liegt auf dem westlichen Auslieger des Wachenberges (400 m ü. NN) im Naturpark Neckartal-Odenwald und bietet einen schönen Ausblick über den Odenwald und die Oberrheinische Tiefebene. Sie kann sowohl mit dem Auto als auch über einen eigenen Wanderweg erreicht werden. Der Wanderweg beginnt in Weinheim und führt über die Burgruine Windeck zur Wachenburg und weiter in die Berglandschaft des Naturparks. Der Aufstieg dauert von Weinheim aus für Ungeübte etwa eine knappe Stunde.

## Geschichte
Im Vorfeld gab es Bestrebungen, für die im Deutsch-Französischen Krieg gefallenen Mitglieder des WSC ein Denkmal zu schaffen. Dem folgte der Gedanke, die Gedenkstätte mit einem Festplatz für die jährliche Tagung zu verbinden. Die Burgruine Windeck bot sich 1896 für beide Zwecke an. Die Domänendirektion des Großherzogtums Baden hatte die Entwürfe genehmigt, aber der Großherzog verkaufte kurz vor Baubeginn die Burgruine Windeck an den Grafen von Berckheim. Dieser gestattete keine zusätzlichen Bauten.
Auf dem Wachenberg, der teilweise in der Gemarkung der damaligen Gemeinde Leutershausen liegt (heute Hirschberg an der Bergstraße), sollte 1903 ein Aussichtsturm mit Schutzhütte errichtet werden. Der Bürgermeister von Weinheim teilte dies der Weinheimer Alte-Herren-Vereinigung (WAHV), später Weinheimer Verband Alter Corpsstudenten (WVAC), mit. Durch gemeinsame Verhandlungen der Stadt Weinheim, der WAHV und der Gemeinde Leutershausen wurde ein Erbbaurechtsvertrag auf 99 Jahre abgeschlossen. Der Vertrag verpflichtete die WAHV zur Errichtung einer Burganlage und enthielt die Option auf weitere 99 Jahre Erbbaurecht.
Aus 14 Entwürfen wurde 1906 der Entwurf von Arthur Wienkoop ausgewählt, der den Vorzug bot, den Bau in mehreren Abschnitten auszuführen. Weiter verdient gemacht haben sich Aute Bode und Emil Hartmann. Alle drei waren Ehrenbürger der Stadt Weinheim. Anfang des Jahres 1907 wurde die Baugenehmigung erteilt; am 16. Mai 1907 wurde der Grundstein für die Ehrenhalle und den Festplatz gelegt. Die Einweihung des Bergfriedes fand am 31. Mai 1908 statt. Mit dem Ende der Bauarbeiten am Palasgebäude wurde die Wachenburg im Mai 1913 fertiggestellt. Allerdings wurde der im Gebäude befindliche Fuchsenkeller vorerst unvollendet gelassen.
Die Finanzierung des Baus erfolgte ausschließlich durch Spendengelder. Ab 1928 wurde elektrisches Licht verlegt. Der Festsaal wurde allerdings noch bis 1959 mit Kerzenlicht beleuchtet. Die Straße zur Burg hinauf ist zwischen 1929 und 1934 entstanden. Nach der 1938 erfolgten Zwangsauflösung des WVAC ging die Wachenburg in den Besitz der Stadt Weinheim über. Die Rückgabe erfolgte 1950 bei der Neugründung des WVAC. Die Stadt Weinheim schied 1956 aus dem Erbbaurechtsvertrag mit der Gemeinde Leutershausen aus.
1949 fand auf der Wachenburg die Gründung des Bundes der Europäischen Jugend (heute Junge Europäische Föderalisten) statt. Die Jugendorganisation der Europa-Union Deutschland sah nur wenige Jahre nach Kriegsende in der europäischen Integration ein Hoffnungsprojekt.
Der Raum der Ehrenhalle mit den Gedenktafeln wurde für die im Zweiten Weltkrieg gefallenen Corpsstudenten 1963 nach Plänen von Wilhelm Gottsauner erweitert. Der WVAC kaufte 1965 das Gelände der Wachenburg von der Gemeinde Leutershausen.
In den Jahren 2009 bis 2013 wurde die Wachenburg vom WVAC für über eine Million Euro grundlegend saniert. Dabei wurde die Wachenburg 2010 auch an das Kanalisationsnetz der Stadt Weinheim angeschlossen.
Jeweils am Himmelfahrts-Wochenende findet bis heute auf der Wachenburg die jährliche Tagung des WSC statt.

## Anlage
Die Wachenburg ist eine baulich völlig intakte Burg und hat mehrere Gebäude:
- das Torhaus, das sog. Wappentor
- der Bergfried, Höhe ca. 34 Meter (mit Aussichtsplattform)
- der Burghof
- die Burgschenke
- das dreigeschossige Hauptgebäude, der sogenannte Palas

Im Palas sind verschiedene Veranstaltungsräume untergebracht:
- der große Festsaal
- das Refektorium
- der Kapitelsaal
- der Fuchsenkeller

Wohngebäude fehlen. Der Palas ist in der Regel nur für Mitglieder des Weinheimer Senioren-Convents zugänglich und wird im Rahmen von Veranstaltungen genutzt. Für die Öffentlichkeit ist das Gebäude an speziellen, auf der Internetseite der Burg veröffentlichten Terminen zu besichtigen. Dort finden sich auch die Öffnungszeiten der Burgschenke. Burghof, Burgschenke und Aussichtsplattform sind frei zugänglich.
Auf dem Dach des Turms befinden sich UKW-Sendeantennen der Deutschen Telekom, über die das Programm von „ROCK FM“ auf der UKW-Frequenz 107,7 MHz mit einer Strahlungsleistung von 100 Watt übertragen wird.
Das Bauwerk war Namensgeber der Verbandszeitschrift Die Wachenburg.